# Ounasjoki
Ounasjoki (nordsamiska: Ovnnesjohka) är Kemi älv största biflod. Det ligger i landskapet Lappland, i den norra delen av landet, 700 km norr om huvudstaden Helsingfors. Ounasjoki har sina källor i Enontekis i norra Finland nära gränsen mot Sverige och Norge och flyter mot söder. Dess längd är 340 kilometer. 
Trakten ingår i den boreala klimatzonen. Årsmedeltemperaturen i trakten är −2 °C. Den varmaste månaden är juli, då medeltemperaturen är 16 °C, och den kallaste är januari, med −16 °C.

### Fotnoter
1. ↑  Peel, M C; Finlayson, B L; McMahon, T A (2007). ”Updated world map of the Köppen-Geiger climate classification”. Hydrology and Earth System Sciences 11:  sid. 1633-1644. doi:10.5194/hess-11-1633-2007. http://www.hydrol-earth-syst-sci.net/11/1633/2007/hess-11-1633-2007.html. Läst 30 januari 2016.
2. ↑  ”NASA Earth Observations Data Set Index”. NASA. Arkiverad från originalet den 7 april 2019. https://web.archive.org/web/20190407091601/https://neo.sci.gsfc.nasa.gov/dataset_index.php. Läst 30 januari 2016.